# Wojciech Leszczyński
Wojciech Leszczyński (ur. 23 września 1992 w Bolesławcu) – polski koszykarz występujący na pozycjach rzucającego obrońcy lub rozgrywającego, obecnie zawodnik II-ligowego klubu BS Polonia Bytom.
Trenować koszykówkę rozpoczął w 1999 pod okiem swojego ojca Jarosława Leszczyńskiego. Jest wychowankiem Starbola Bolesławiec, w którym grał od 2005 do 2006. W sezonie 2012/2013 był zawodnikiem drużyny Turów Zgorzelec, która uczestniczyła w rozgrywkach Polskiej Ligi Koszykówki i międzynarodowej VTB United League.

## Osiągnięcia

### Drużynowe
- Uczestnik międzynarodowych rozgrywek ligi VTB (2012/2013)

### Reprezentacja
- Wicemistrz Europy U–18 dywizji B (2009)[5]
- Uczestnik mistrzostw Europy:
  - U–18 (2010 – 6. miejsce)
  - U–16 (2008 – 14. miejsce)[6]